# Асадов, Эльчин Рафиг оглы
Эльчин Рафиг оглы Асадов (азерб. Elçin Rafiq oğlu Əsədov; род. 12 февраля 1987, Физули) — азербайджанский велогонщик, участник Европейских игр 2015 года в Баку и летних Олимпийских игр 2020 в Токио. Лучший велосипедист Азербайджана по итогам 2019 года.

## Биография
Эльчин Рафиг оглы Асадов родился в городе Физули Азербайджанской ССР. В 1993 году в результате Первой карабахской войны родной город Асадова вместе с частью Физулинского района перешёл под контроль армянских сил и семья Асадова вынуждена была переселиться в Баку.
В 2000 году Асадов увидел по телевизору, как перед Олимпиадой в Сиднее, президент Азербайджана Гейдар Алиев встречался с олимпийской сборной Азербайджана. Это вдохновило Асадова и он решил заниматься спортом. В 2000 году Асадов начал заниматься спортом, пробуя себя в нескольких видах. В итоге его выбор остановился на велогонке. Благодаря своему брату и тренеру Асифу Гасанову он стал многократным чемпионом Азербайджана, победителем международных гонок и участником чемпионатов мира и Европы.
В июне 2015 года Асадов принимал участие на I Европейских играх в Баку, но не сумел финишировать в гонке на время. Асадову удалось доехать лишь до первого промежуточного финиша – 12,9 км, что не составило даже трети дистанции.
В сентябре 2020 года в велотуре Grand Prix Velo Erciyes в Турции категории 1.2 Международного союза велосипедистов (UCI), выступая за команду Bahrain Cycling Academy, Асадов стал третьим, завоевав 25 очков. Это позволило Асадову квалифицироваться на летние Олимпийские игры 2020 в Токио. На самой же Олимпиаде Асадов выступил неудачно. Он стал первым азербайджанским спортсменом, который стартовал на Олимпиаде-2020 в Токио, 24 июля 2021 года. Несмотря на то, что он стартовал удачно и даже находился в группе лидеров, но на 57-м километре гонки, имевшей дистанцию 234 км, Асадов упал, однако затем поднялся и продолжил гонку. После 96,6 километров Асадов из 130 участников не входил даже в число 50-и лучших. За 108 километров до финиша же он был вынужден прервать участие и досрочно завершил гонку. В целом, более сорока велосипедистов не доехали до финиша. Возможной причиной этого спортивные обозреватели называют жару, повлиявшую на состояние участников.
По словам самого Асадова, на протяжении длительного времени пока он был в восьмёрке лидеров, у него периодически стали появляться судороги в ноге, в результате чего на 26-м километре Асадова настигла основная группа, а после 140-го километра он отстал от основного пелотона. Согласно же регламенту гонки, велосипедисты, отставшие от основного пелотона на 20-30 минут, снимаются с дистанции. Другой причиной досрочного завершения соревнования Асадовым стало то, что когда гонщика схватила судорога, он остановился и к нему подошли посторонние люди, что запрещено из-за коронавирусных ограничений на этих Играх. В результате комиссары приняли решение снять велогонщика с гонки.

## Достижения
2012
 Чемпион Азербайджана — индивидуальная гонка
3-й на Чемпионате Азербайджана — групповая гонка
2013
 Чемпион Азербайджана — индивидуальная гонка
3-й на Чемпионате Азербайджана — групповая гонка
2014
 Чемпион Азербайджана — групповая гонка
 Чемпион Азербайджана — индивидуальная гонка
2015
2-й на Чемпионате Азербайджана — групповая гонка
2-й на Чемпионате Азербайджана — индивидуальная гонка
2016
 Чемпион Азербайджана — индивидуальная гонка
3-й на Чемпионате Азербайджана — групповая гонка
2017
 Чемпион Азербайджана — индивидуальная гонка
7-й этап на Тур Марокко
3-й на Тур Рибаса
3-й на Чемпионате Азербайджана — групповая гонка
2018
 Чемпион Азербайджана — индивидуальная гонка
3-й на Чемпионате Азербайджана — групповая гонка
2019
 Чемпион Азербайджана — групповая гонка
 Чемпион Азербайджана — индивидуальная гонка
1-й этап на Тур Полуострова
3-й на Тур Кайсери
2020
3-й на Grand Prix Velo Erciyes
2022
 Чемпион Азербайджана — групповая гонка
 Чемпион Азербайджана — индивидуальная гонка
Дорогая Шуша

## Рейтинги
| Год                 | 2007   | 2008 | 2009 | 2010 | 2011 | 2012  | 2013  | 2014  | 2015  | 2016  | 2017  | 2018  | 2019  | 2020   | 2021 | 2022  |
| ------------------- | ------ | ---- | ---- | ---- | ---- | ----- | ----- | ----- | ----- | ----- | ----- | ----- | ----- | ------ | ---- | ----- |
| Мировой рейтинг UCI |        |      |      |      |      |       |       |       |       | 761-й | 482-й | 659-й | 206-й | 1006-й | -    | 506-й |
| Европейский тур UCI | 1351-й | -    | -    | -    | -    | 268-й | 512-й | 282-й | 431-й | 479-й | 366-й | 396-й | 172-й | 782-й  | -    | 403-й |
| Азиатский тур UCI   | -      | -    | -    | -    | -    | -     | 199-й | 309-й | -     | -     | 205-й | -     | -     | -      | -    | -     |
| Африканский тур UCI | -      | -    | -    | -    | -    | -     | -     | -     | -     | -     | 187-й | -     |       |        |      |       |
|                     |        |      |      |      |      |       |       |       |       |       |       |       |       |        |      |       |
| Источник: UCI       |        |      |      |      |      |       |       |       |       |       |       |       |       |        |      |       |